# Bobby Ellsworth

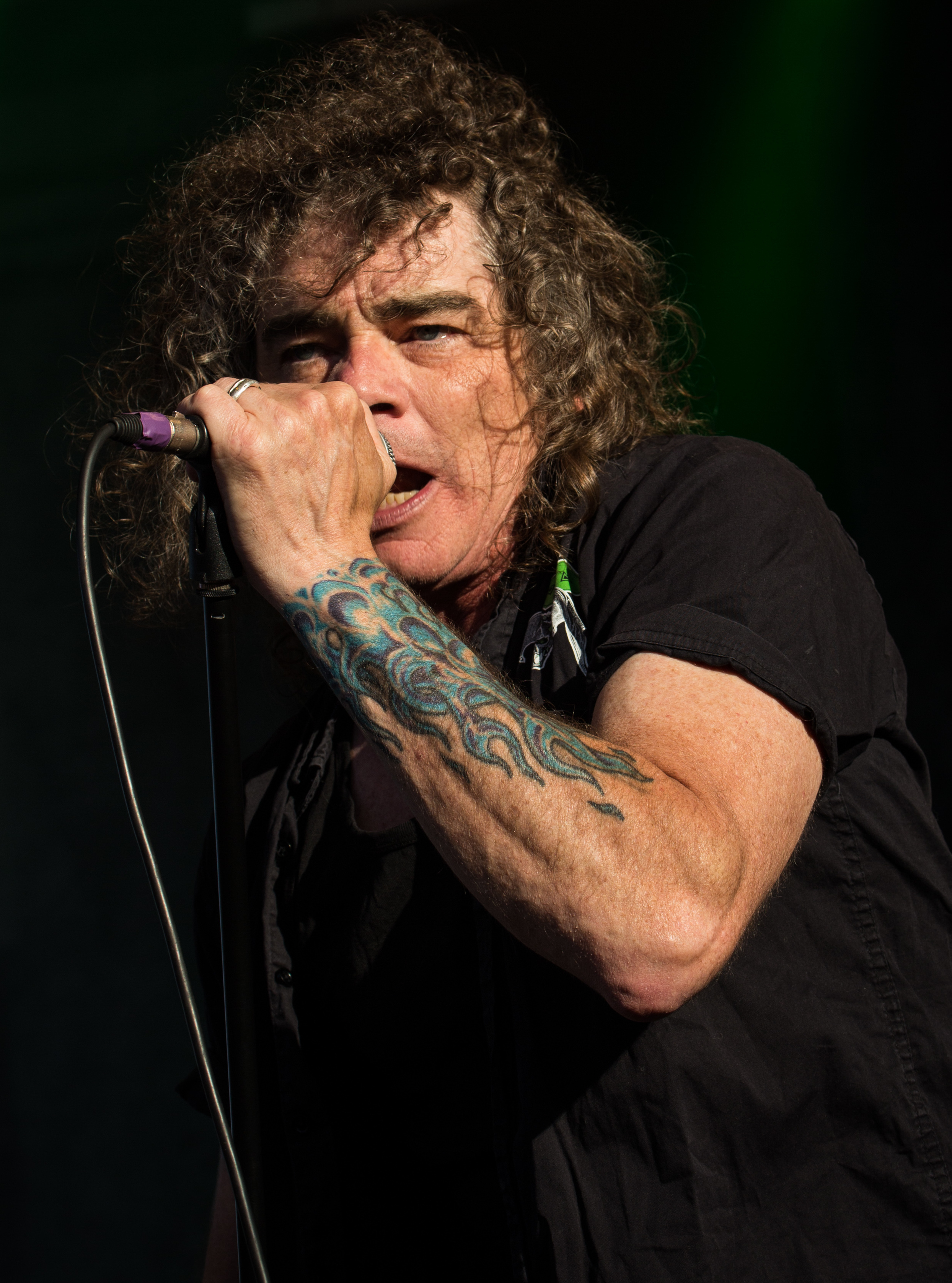
Bobby „Blitz“ Ellsworth mit Overkill (2015)

Bobby „Blitz“ Ellsworth (eig. Robert Ellsworth, geb. 3. Mai 1959) ist ein US-amerikanischer Sänger und Leadsänger der Thrash-Metal-Band Overkill seit deren Gründung im Jahr 1980. Er und der Bassist D. D. Verni sind die einzigen bislang dauerhaften Mitglieder der Band. Zudem singt er bei BPMD.

## Werdegang

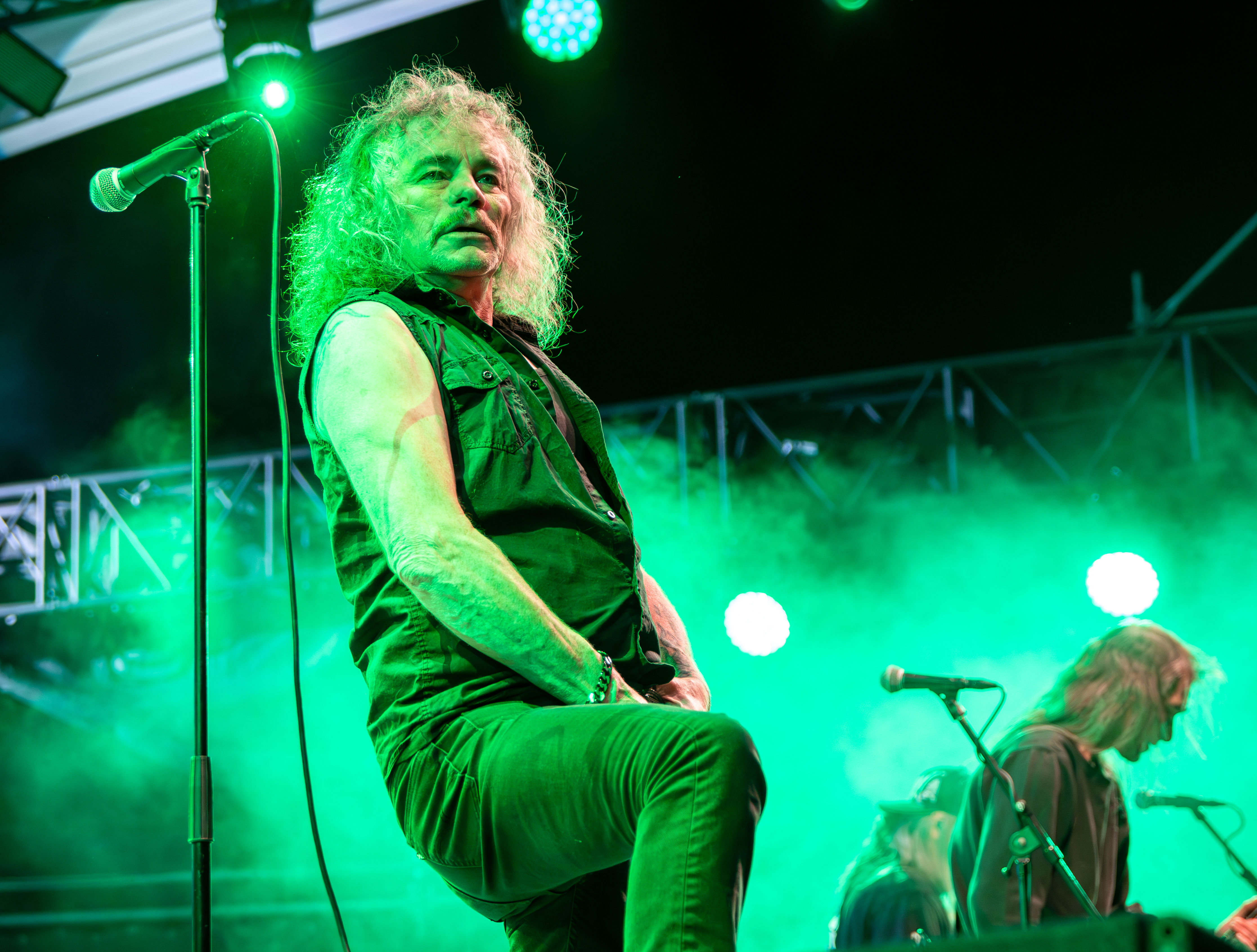
Bobby „Blitz“ Ellsworth mit Overkill (2024)

Overkill wurde 1980 von Mitgliedern der Punkband The Lubricunts gegründet, zu der auch der Bassist D. D. Verni und der Schlagzeuger Rat Skates gehörten. Verni und Skates schalteten eine Anzeige, in der sie nach einem Gitarristen und einem Leadsänger suchten. Darauf antworteten der Gitarrist Robert Pisarek und der Sänger Bobby Ellsworth, und die erste Formation von Overkill wurde gegründet. Seinen Spitznamen „Blitz“ erhielt er von der Band, nach dem Ausspruch „Oh god, he blitz the can“ (etwa: „oh Gott, er trinkt die Bierdose auf Ex“). Am Anfang seiner Bandkarriere war Ellsworth laut Aussage von Rat Skates unter anderem dafür bekannt, auf Bier und Frauen aus zu sein, und habe ansonsten wenig Initiative gezeigt. Es habe einige Jahre gedauert, bis er sich zu einem sehr guten Frontmann entwickelt habe. Ebenso wurden D. D. Verni und Bobby „Blitz“ Ellsworth nach einiger Zeit zu Songwriting-Partnern; Verni schreibt in der Band die Musik, Ellsworth die Texte.
Ellsworth ist auch Mitglied der 2019 gegründeten Supergroup-Coverband BPMD. Zuvor war zudem auch Frontmann von The Cursed, einer inzwischen aufgelösten Band mit dem Gitarristen Dan Lorenzo, die 2007 die LP Room Full of Sinners veröffentlichte.

## Privatleben
1998 wurde bei Ellsworth eine sehr aggressive Form von Nasenkrebs diagnostiziert und er unterzog sich sofort einer Operation, bei der der Tumor erfolgreich entfernt wurde.
Ellsworth hatte im Juni 2002 in Deutschland einen Schlaganfall, genau in der Mitte des Songs Necroshine. Er kommentierte: „Das Schöne an einem Schlaganfall ist, dass man sich nicht daran erinnert. Ich weiß nicht, was sich geändert hat, weil ich vergesse, wie es früher war (lacht). Manchmal pinkle ich mir in die Hose, wenn jemand eine Mikrowelle anmacht (lacht). Ich fahre Motorrad. Ich schwimme immer noch, ich trainiere. Die Idee ist, dass es zwei Möglichkeiten gibt, ein Problem zu betrachten – man kann mit dem Problem leben oder man kann es durchleben. Ich habe es einfach durchlebt. Ich dachte sehr bald danach, wenn es mich tatsächlich getötet hätte, ‚Wäre es nicht toll, mitten in einer Overkill-Show zu sterben?‘.“
Ellsworth stand der Obama-Regierung kritisch gegenüber. In einem Interview im Jahr 2010 wurde er gefragt, ob er glaube, dass Obama irgendwelche Songs über politisches Bewusstsein hervorbringen würde, und antwortete: „Sie könnten wahrscheinlich nur eine Platte machen und sie ‚Liar‘ nennen (lacht).“ Dann beschrieb er Fälle, in denen die Partei seiner Meinung nach Heuchelei an den Tag legte, und nannte die Demokratische Partei „einfach eine schreckliche Sache“.
2014 hatte Ellsworth erneut mit gesundheitlichen Problemen zu kämpfen und kämpfte während einer Deutschlandtournee mit einer Lungenentzündung.
Ellsworth wohnte in Vernon Township (New Jersey).